# Borta bra men hemma bäst. Visor och ballader av Evert Taube
Borta bra men hemma bäst: Visor och ballader av Evert Taube från 1978 är Sven-Bertil Taubes 23:e skivalbum.

## Låtlista
Samtliga låtar är komponerade av Evert Taube förutom "Credo" där musiken är av Ulf Björlin. Alla arrangemang är gjorda av Ulf Björlin.
Sida A
1. "Fritiof Anderssons polka" – 2:20
2. "Eldarevalsen" – 5:36
3. "Tango i Nizza" – 3:35
4. "Natt i Ligurien" – 1:52
5. "Flickan i Havanna" – 5:30
6. "Brevet från Lillan" – 2:15
7. "Borta bra men hemma bäst" – 2:04

Sida B
1. "Tatuerarevalsen" – 2:58
2. "Sol och vår" – 3:40
3. "Havsörnsvalsen" – 3:00
4. "Dansen på Sunnanö" – 3:59
5. "Credo – Balladen om Bellman" – 8:04

## Medverkande musiker
- Stockholms Barockensemble
- Eje Kaufeldt – flöjt
- Per-Olof Gillblad – oboe
- Thore Janson – klarinett
- Knut Sönstevold – fagott
- Rolf Bengtsson – horn
- Ebbe Grims-Land – mandolin
- Gert Crafoord – violin
- Mairi Gillblad – violin
- Vaclav Chrastny – viola
- Lars Frykholm – cello
- Tage Ekvall – kontrabas
- Björn Liljekvist – slagverk
- Gloria Lundell – harpa
- Jörgen Rörby – gitarr
- Ulf Björlin – cembalo